# Enemalta

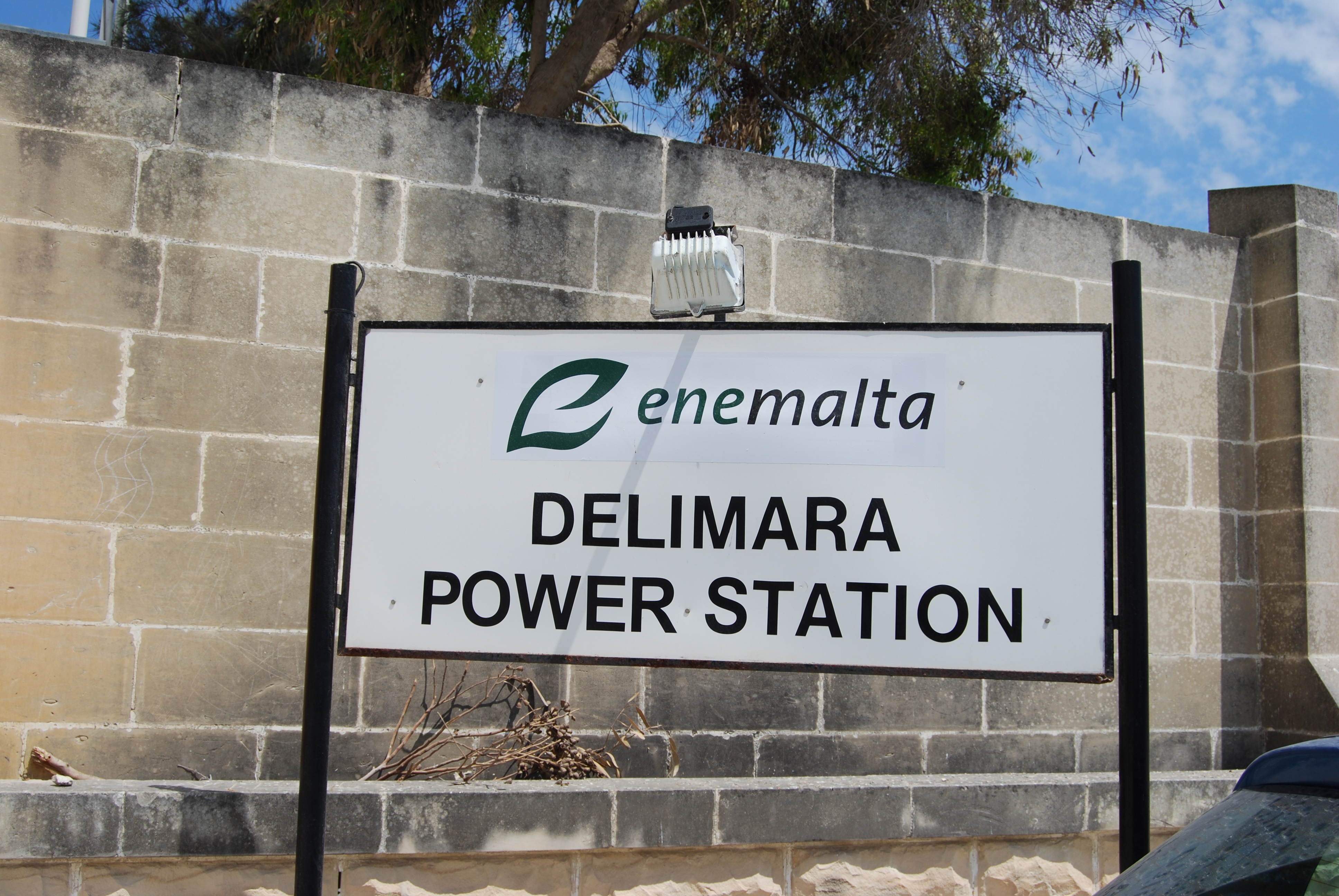
Schild der Enemalta vor dem Kraftwerk Delimara

Die Enemalta Corporation (EMC) ist das einzige maltesische Energieversorgungsunternehmen und beschäftigt derzeit etwa 2000 Mitarbeiter. Es ist für den Import von Erdöl und Gas sowie für die Erzeugung und Einspeisung von Elektrizität in das maltesische Stromnetz zuständig. Die Enemalta betreibt das maltesische Kraftwerk Delimara (444 MW, Inbetriebnahme 1992). Das Kraftwerk Marsa (267 MW, Inbetriebnahme 1966) wird ab Oktober 2014 schrittweise stillgelegt. Seit April 2015 besteht mit der Hochspannungsleitung Malta–Sizilien eine Verbindung zum italienischen Stromnetz mit einer Kapazität von 200 MW.
Zudem wurden bis zu ihrer jeweiligen Abschaltung ein Kraftwerk in Floriana (1896 bis 1960), ein Kraftwerk in Corradino (1939 bis 1992) und die Station A in Marsa (1953 bis 1993) von Enemalta betrieben.
Da Malta keine eigenen Ressourcen besitzt, setzt die Enemalta komplett auf importierte Brennstoffe, vor allem schweres Heizöl. Im Jahr 2006 produzierten die beiden Kraftwerke der Enemalta 2261189 MWh und setzten dabei für jede erzeugte Kilowattstunde 0,8782 kg CO2 frei.